# Ублик
Ублик (пол. Ublik, нім. Ublick) — село в Польщі, у гміні Ожиш Піського повіту Вармінсько-Мазурського воєводства.
Населення — 58 осіб (2011).
У 1975-1998 роках село належало до Сувальського воєводства.

## Демографія
Демографічна структура станом на 31 березня 2011 року:
|          | Загалом | Допрацездатний вік | Працездатний вік | Постпрацездатний вік |
| -------- | ------- | ------------------ | ---------------- | -------------------- |
| Чоловіки | 36      | 4                  | 29               | 3                    |
| Жінки    | 22      | 3                  | 13               | 6                    |
| Разом    | 58      | 7                  | 42               | 9                    |